# Carpodacus vinaceus
Il carpodaco vinaceo (Carpodacus vinaceus Verreaux, 1871) è un uccello passeriforme della famiglia dei Fringillidi.

## Etimologia
Il nome scientifico della specie, vinaceus, deriva dal latino e significa "color del vino", in riferimento alla livrea dei maschi adulti.

## Descrizione

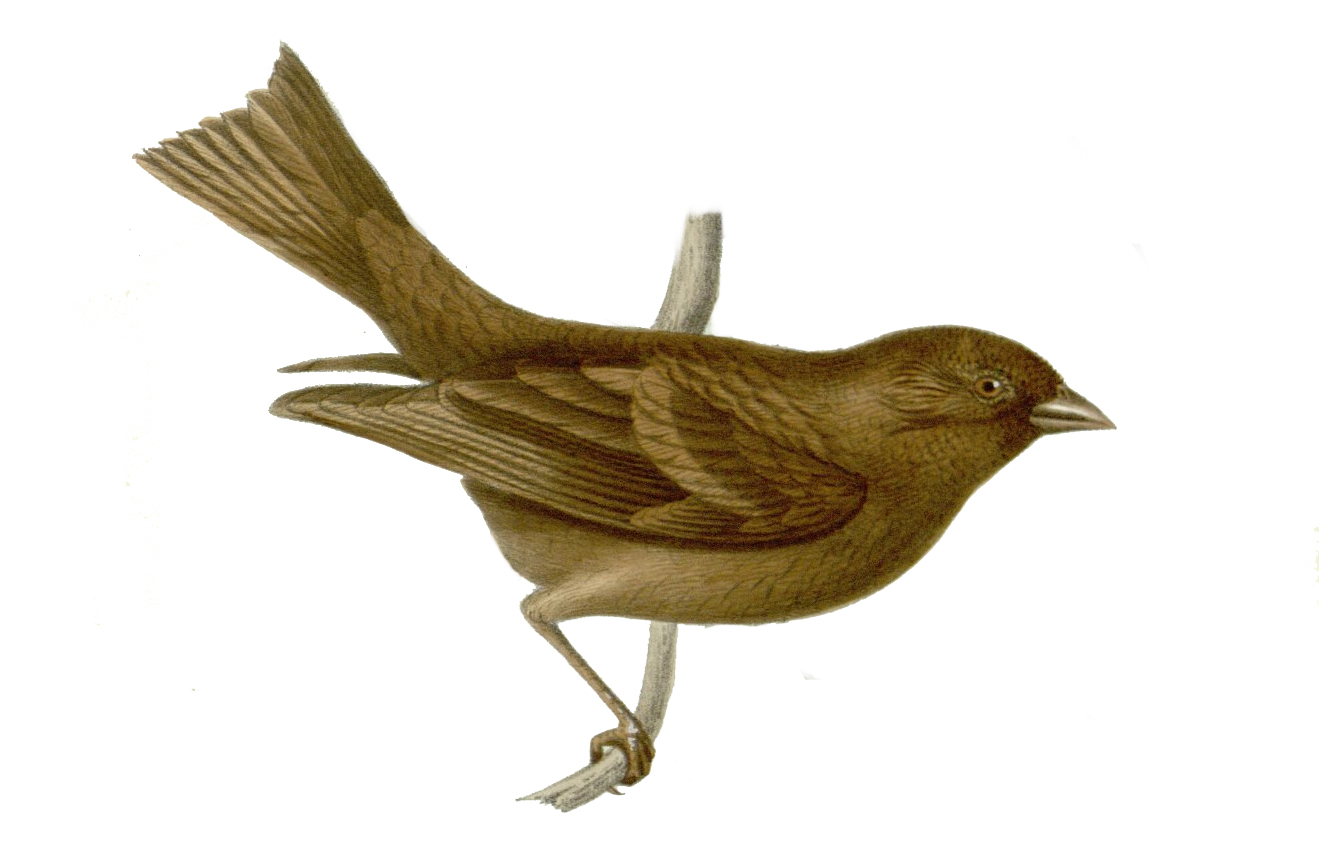
Illustrazione ottocentesca di femmina.

### Dimensioni
Misura 13–16 cm di lunghezza, per 20,5-23,8 g di peso.

### Aspetto
Si tratta di uccelli dall'aspetto robusto, muniti di testa tondeggiante con grandi occhi e becco conico, ali allungate e coda dalla punta lievemente forcuta.
Il dimorfismo sessuale è ben evidente: come intuibile sia dal nome comune che dal nome scientifico, i maschi presentano livrea di color rosso vinaccia su tutto il corpo, con tendenza a schiarirsi sul sopracciglio (che è di colore rosato) e a scurirsi dorsalmente, mentre ali e coda sono di colore nero, con gli orli delle penne più interne di colore bianco. Le femmine, invece, presentano una livrea più sobria e dominata dai toni dal bruno più chiaro e tendente al bianco-grigiastro ventralmente e più scuro e con sfumature color senape dorsalmente. In ambedue i sessi, zampe e becco sono di colore nerastro, mentre gli occhi sono di colore bruno scuro.

## Biologia
Si tratta di uccelli dalle abitudini diurne, che si muovono perlopiù al suolo o fra i cespugli, rimanendo in coppie o in gruppetti e passando la maggior parte del tempo alla ricerca di cibo.

### Alimentazione
Questi uccelli presentano dieta essenzialmente granivora, nutrendosi soprattutto di semi ma anche di germogli, bacche e frutti, nonché (sebbene sporadicamente e soprattutto durante il periodo estivo) di piccoli invertebrati.

### Riproduzione
Gli unici dati disponibili riguardo all'evento riproduttivo del carpodaco vinaceo riguardano una femmina osservata mentre covava in giugno nel Nepal: sebbene non si disponga di altre informazioni, tuttavia, si ha motivo di credere che la riproduzione di questi uccelli non differisca significativamente, per modalità e tempistica, da quanto osservabile nelle specie affini.

## Distribuzione e habitat
Con areale disgiunto, il carpodaco vinaceo abita sia le pendici meridionali della catena dell'Himalaya (Uttarakhand e Nepal) che la porzione di confine fra Cina centro-meridionale (Gansu sud-occidentale, Shaanxi meridionale, Yunnan settentrionale, Guizhou settentrionale ed Hubei occidentale), la Birmania settentrionale ed il Tibet sud-orientale.
L'habitat di questi uccelli è rappresentato dalle foreste montane e submontane di bambù e rododendro con presenza di denso sottobosco.